# 蔡景榕
蔡景榕（1538年—1609年），字尚秀，自號日東來，宁德金涵畲族乡人，明代秀才。
嘉靖四十一年（1561年），蔡景榕被攻陷福建寧德縣的一隊倭寇擄走，倭寇限三天要求贖金未果，便將其押至日本西海道薩摩國鹿兒島郡為奴，被賣給一個商人。後來，他承蒙松原山南林寺的住持俊可出錢八千文為其贖身，居住於寺內。兩年後的1564年，蔡景榕在俊可資助下，乘坐一艘漳州商船歸國。
回國後蔡景榕陸續就任地方的教谕、學正等職，他還將在日本的經歷寫成《海國生還集》一書。